# Универзитет Деусто
Универзитет Деусто (шп. Universidad de Deusto; баск. Deustuko Unibertsitatea) је шпански приватни универзитет у власништву Исусовог Друштва, са кампусима у Билбау и Сан Себастијану, и огранком пословне школе Деусто у Мадриду. Универзитет Деусто је најстарији приватни универзитет у Шпанији.

## Историја

### Порекло
Универзитет у Деусту први пут је отворен 1886. године, основан је због жеље Баскије да има свој универзитет и жеље Исусовог друштва да своју Школу високих студија у Лагуардији пресели на централније место. У ту сврху зграду универзитета пројектовао архитекта Франсиско де Кубас, која је у то време била највећа зграда у Билбау. Сада је то главна зграда кампуса у Билбау, преко пута музеја Гугенхајм, у округу Деусто, који универзитету и даје име. Пословни колеџ, основан 1916. године, била је прва пословна школа у Шпанији и једина скоро 50 година.

### Грађански рат и послератни период
Појава Друге шпанске републике (1931) прекинула је и променила универзитетски живот у Деусту. 23. јануара 1932. шпанска влада је декретом расформирала Исусово друштво, а Универзитет у власништву језуита је био затворен. Нека предавања су се и даље наставила на другим факултетима, док је Економски факултет могао нормално да ради до почетка шпанског грађанског рата . Током рата Универзитет Деусто постао је војна база, али је након пада Билбаа 1937. претворен у болницу, центар за снабдевање храном и концентрациони логор. Наставу је наставио у октобру 1940.

### Званично признање
Године 1962. Универзитет је био веома познат широм Баскије и читаве Шпаније, а његови бивши студенти бриљирали су у свету бизниса, политике и културе. Међутим, држава није званично признала њихове студије и морали су да полажу испите на државном универзитету. 5. априла 1962. године потписан је споразум између шпанске владе и Свете столице који је католичким или црквеним универзитетима пружио правну основу. 10. августа 1963. године Универзитет Деусто добио је канонско одобрење Свете столице. У септембру те године признала га је држава, укључујући правне и филозофске факултете, али и одељење модерне филологије. Од тада се број студената и центара брзо повећавао, прво са 500 на 1.000 студената, а на 2.700 пет година касније; десет година касније било их је 5.000, а тренутно је тај број око 14.000 студената. Остали факултети сукцесивно су признати почев од Факултета за економске и пословне науке 1973. године и Факултета рачунских наука 1979. године (који је касније постао Факултет инжењерских наука).

## Школе и факултети
Универзитет Деусто састоји се од шест школа и колеџа:
- Правни факултет
- Богословска школа
- Висока техничка школа
- Пословна школа Деусто
- Висока школа за психологију и образовање
- Висока школа за друштвене и хумане науке

Универзитет Деусто такође сарађује са  асоцијативним пројектом фондацијске владе Бискаја за промоцију истраживања, стварања, иновација и знања на историјској територији Покрајне Бискаја .

## Међународна ранг листа
Према Светској ранг листи универзитета Times Higher Education World University Ranking 2019, Универзитет Деусто је међународно рангиран између 601–800 места, а њихов универзитетски ранг учинка 2019. између 101–200 места.  Светска универзитетска ранг листа из 2019. године рангирала је Правни факултет Деусто између 251–300 позиције.